# 阿哲郡

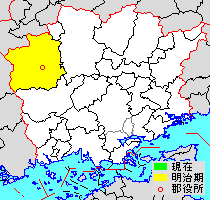
岡山県阿哲郡の位置

阿哲郡（あてつぐん）は、岡山県にあった郡。

## 郡域
1900年（明治33年）に行政区画として発足した当時の郡域は、現在の新見市にあたる。

## 歴史
- 明治33年（1900年）4月1日 - 郡制の施行により、哲多郡および阿賀郡の一部の区域をもって発足。以下の町村が所属。全域が現・新見市。郡役所が新見町に設置。（1町18村）
  - 旧・阿賀郡（1町9村） - 新見町、美穀村、草間村、豊永村、刑部村、丹治部村、上刑部村、千屋村、菅生村、熊谷村
  - 旧・哲多郡（9村） - 上市村、新郷村、神代村、矢神村、野馳村、新砥村、万歳村、本郷村、石蟹郷村
- 大正12年（1923年）4月1日 - 郡会が廃止。郡役所は存続。
- 大正15年（1926年）7月1日 - 郡役所が廃止され、内務省告示第82号により阿哲支庁が設置される。
- 昭和2年（1927年）10月1日 - 刑部村が町制施行して刑部町となる。（2町17村）
- 昭和21年（1946年）2月11日 - 上市村が町制施行して上市町となる。（3町16村）
- 昭和29年（1954年）6月1日 - 新見町・美穀村・石蟹郷村・草間村・豊永村・熊谷村・菅生村・上市町が合併して新見市が発足し、郡より離脱。（1町10村）
- 昭和30年（1955年）
  - 2月11日 - 刑部町・丹治部村・上刑部村が合併して大佐町が発足。（1町8村）
  - 4月1日（3町3村）
    - 新砥村・万歳村・本郷村が合併して哲多町が発足。
    - 矢神村・野馳村が合併して哲西町が発足。

  - 5月1日（4町）
    - 新郷村・神代村が合併して神郷町が発足。
    - 千屋村が新見市に編入。
- 平成17年（2005年）3月31日 - 大佐町・神郷町・哲多町・哲西町が新見市と合併し、改めて新見市が発足。同日阿哲郡消滅。

### 変遷表
| 明治33年4月1日 | 明治33年4月1日 | 明治33年 - 昭和25年    | 昭和26年 - 昭和63年         | 平成1年 - 現在         | 現在   |
| -------------- | -------------- | ---------------------- | --------------------------- | ---------------------- | ------ |
| 旧阿賀郡       | 新見町         | 新見町                 | 昭和29年6月1日 新見市       | 平成17年3月31日 新見市 | 新見市 |
| 旧阿賀郡       | 美穀村         | 美穀村                 | 昭和29年6月1日 新見市       | 平成17年3月31日 新見市 | 新見市 |
| 旧阿賀郡       | 草間村         | 草間村                 | 昭和29年6月1日 新見市       | 平成17年3月31日 新見市 | 新見市 |
| 旧阿賀郡       | 菅生村         | 菅生村                 | 昭和29年6月1日 新見市       | 平成17年3月31日 新見市 | 新見市 |
| 旧阿賀郡       | 熊谷村         | 熊谷村                 | 昭和29年6月1日 新見市       | 平成17年3月31日 新見市 | 新見市 |
| 旧阿賀郡       | 豊永村         | 豊永村                 | 昭和29年6月1日 新見市       | 平成17年3月31日 新見市 | 新見市 |
| 旧阿賀郡       | 千屋村         | 千屋村                 | 昭和30年5月1日 新見市に編入 | 平成17年3月31日 新見市 | 新見市 |
| 旧阿賀郡       | 刑部村         | 昭和2年10月1日 刑部町  | 昭和30年2月11日 大佐町      | 平成17年3月31日 新見市 | 新見市 |
| 旧阿賀郡       | 上刑部村       | 上刑部村               | 昭和30年2月11日 大佐町      | 平成17年3月31日 新見市 | 新見市 |
| 旧阿賀郡       | 田治部村       | 田治部村               | 昭和30年2月11日 大佐町      | 平成17年3月31日 新見市 | 新見市 |
| 旧哲多郡       | 上市村         | 昭和21年2月11日 上市町 | 昭和29年6月1日 新見市       | 平成17年3月31日 新見市 | 新見市 |
| 旧哲多郡       | 石蟹郷村       | 石蟹郷村               | 昭和29年6月1日 新見市       | 平成17年3月31日 新見市 | 新見市 |
| 旧哲多郡       | 神代村         | 神代村                 | 昭和30年5月1日 神郷町       | 平成17年3月31日 新見市 | 新見市 |
| 旧哲多郡       | 新郷村         | 新郷村                 | 昭和30年5月1日 神郷町       | 平成17年3月31日 新見市 | 新見市 |
| 旧哲多郡       | 矢神村         | 矢神村                 | 昭和30年4月1日 哲西町       | 平成17年3月31日 新見市 | 新見市 |
| 旧哲多郡       | 野馳村         | 野馳村                 | 昭和30年4月1日 哲西町       | 平成17年3月31日 新見市 | 新見市 |
| 旧哲多郡       | 新砥村         | 新砥村                 | 昭和30年4月1日 哲多町       | 平成17年3月31日 新見市 | 新見市 |
| 旧哲多郡       | 万歳村         | 万歳村                 | 昭和30年4月1日 哲多町       | 平成17年3月31日 新見市 | 新見市 |
| 旧哲多郡       | 本郷村         | 本郷村                 | 昭和30年4月1日 哲多町       | 平成17年3月31日 新見市 | 新見市 |

## 行政

### 歴代郡長
| 代 | 氏名        | 就任年月日                | 退任年月日                | 備考                   |
| -- | ----------- | ------------------------- | ------------------------- | ---------------------- |
| 1  | 大野 好蔭   | 明治33年（1900年）4月1日  | 明治36年（1903年）4月27日 |                        |
| 2  | 大和 昌一   | 明治36年（1903年）4月27日 | 明治41年（1908年）3月25日 |                        |
| 3  | 神本 國臣   | 明治41年（1908年）3月25日 | 明治44年（1911年）5月10日 |                        |
| 4  | 高塚 松太郎 | 明治44年（1911年）5月10日 | 大正3年（1914年）3月25日  |                        |
| 5  | 河合 春吉   | 大正3年（1914年）3月25日  | 大正7年（1918年）11月2日  | 同日死去               |
| 6  | 石川 良道   | 大正7年（1918年）11月22日 | 大正8年（1919年）3月31日  |                        |
| 7  | 池田 忠作   | 大正8年（1919年）3月31日  | 大正8年（1919年）11月18日 |                        |
| 8  | 飛澤 由蔵   | 大正8年（1919年）11月18日 | 大正11年（1922年）3月31日 |                        |
| 9  | 南條 彰     | 大正11年（1922年）3月31日 | 大正12年（1923年）2月28日 |                        |
| 10 | 常國 茂孫   | 大正12年（1923年）2月28日 | 大正15年（1926年）6月30日 | 郡役所廃止により、廃官 |